# Potony
Potony is een plaats (község) en gemeente in het Hongaarse comitaat Somogy. Potony telt 276 inwoners (2001).